# طرخشقون أليف الرطوبة
طرخشقون أليف الرطوبة (الاسم العلمي:Taraxacum humidicola) هو نوع من النباتات يتبع جنس الطرخشقون من الفصيلة النجمية.